# العرب المتعربة
العرب المتعربة أو العرب المستعجمة هم العرب الذين يتحدثون اللغة العربية وهم ذوي أصول وأعراق غير عربية.

## العرب
العرب فرع من الشعوب السامية تتركز أساسًا في الوطن العربي بشقيه الآسيوي والإفريقي إضافة إلى الساحل الشرقي لإفريقيا وأقليات في إيران وتركيا وأقليات صغيرة من أحفاد الفاتحين والدعاة في بلدان مثل كازاخستان والهند والباكستان وإندونيسيا وغيرها ودول المهجر، واحدهم عربي ويتحدد هذا المعنى على خلفيات إما إثنية أو لغوية أو ثقافية. سياسيًا العربي هو كل شخص لغته الأم العربية. وتوجد أقليات عربية بأعداد معتبرة في الأمريكيتين وفي أوروبا وإيران وتركيا.